# Halloween d'horreur
Halloween d'horreur est le quatrième épisode de la vingt-septième saison de la série télévisée Les Simpson et le 578e épisode de la série. Il est sorti en première sur le réseau Fox le 18 octobre 2015.

## Synopsis
La veille d'Halloween, Marge et Homer finissent de décorer leur jardin. Pour se mettre dans l'ambiance, Homer décide d'emmener ses enfants dans un parc d'attractions Krustyland consacré à la fête des morts. Mais, impressionnée par le lieu et les acteurs incarnant des zombies et des monstres en tout genre, Lisa fait une sévère crise de panique. 
Le jour d'Halloween, traumatisée, la petite fille refuse de sortir pour collecter des friandises et préfère rester à la maison avec Homer. Au cours de la soirée, le domicile est visité par trois individus louches qu'Homer avait accidentellement fait renvoyer de leur précédent emploi à l'épicerie d'Apu la veille. Ceux-ci ayant juré vengeance contre lui, il n'a d'autre choix que de tout tenter pour sauver sa vie et celle de sa fille...
De leur côté, Marge, Bart et Maggie, partent à la chasse aux friandises à travers la ville, mais leur entreprise{\displaystyle } s'avère très vite  décevante, car toutes les portes se ferment sur leur passage. Pourtant, de retour chez eux, une incroyable surprise les attend, et la famille tout entière passera alors une belle fête d'Halloween.